# Borgerhoff & Lamberigts TV
Borgerhoff & Lamberigts TV is een Vlaams productiehuis uit Leuven dat verantwoordelijk is voor een aantal tv-programma's waaronder The Sky is the Limit, Albert II en Onderzoeksrechters.
Het bedrijf werd opgericht in 2012 door uitgeverij Borgerhoff & Lamberigts in samenwerking met Kris Hoflack, voormalig hoofdredacteur bij de VRT Nieuwsdienst en met Piet Lambrechts.  In 2013 kwam het bestuur in handen van Steven Borgerhoff en Isabelle Baele. In 2019 werd de maatschappelijke zetel verplaatst naar Gent, de bestuurders zijn op dat ogenblik Steven Borgerhoff  en Kristof Lamberigts.
Naast films en televisieprogramma's maakt het bedrijf ook digitale en sociale mediacampagnes, promofilms, advertenties en andere visuele inhoud voor merken en organisaties.

## TV Producties
- Fans of Flanders (Canvas, 2012-2017)
- Albert II (Eén, 2013)
- De mythe van Boudewijn (Canvas, 2013)
- Het voordeel van de Twijfel (Canvas, 2014-2015)
- The Sky is the Limit (VIER, 2014-2020)
- Voor altijd (Canvas, 2015)
- Spul (Canvas, 2015)
- Lotgenoten (VTM, 2016-2017)
- Biba & Loeba (Ketnet, 2017)
- Mij overkomt het niet (Eén, 2018-2019)
- Durven falen (Canvas, 2018)
- Ex-gangster (VIER, 2018)
- Vermassen (VTM, 2018)
- Don't worry be happy (VIER, 2019)
- VDB. Ik ben God niet (Canvas, 2019)
- Tom fietst (Eén, 2019)
- Onderzoeksrechters (VTM, 2020, 2023)
- Als je eens wist (Canvas, 2020)
- De cel vermiste personen (Eén, 2020, 2023)
- Filip van België. De lange weg naar de troon (Canvas, 2020)
- Charlatan, ultiem portret van Arno (Canvas, 2021)
- Het Scheldepeloton (Canvas, 2021)
- Niets gaat over (Eén, 2022)
- Vrederechters (VTM, 2022-2023)
- Kampioenenjaar (Canvas, 2022)
- Laurent: prins op overschot (Canvas, 2023)
- Moordzaken: Eeuwige Twijfel? (VTM, 2023)
- Francisco Desir (VRT 1, 2024)
- Maestro Degand (VRT CANVAS, 2024)
- Als Je Eens Wist: Siblinggeweld (VRT CANVAS, 2024)
- Op een ander (VRT CANVAS, 2024)